# Anselmo Aramberri
Anselmo Aramberri Epelde (Deba, 24 ottobre 1921 – Getxo, 8 ottobre 2000) è stato un calciatore spagnolo, di ruolo centrocampista.

## Carriera

### Club
Cresciuto tra le file del Racing Santander, con cui debutta in Segunda División, passa all'Athletic Bilbao, con cui esordisce nella Primera División spagnola nella stagione 1947-1948, nella partita Celta Vigo-Athletic Bilbao (5-1) del 21 settembre 1947.
Dopo tre stagioni con i Rojiblancos viene ceduto al Real Murcia, con cui disputa un'ultima annata prima di ritirarsi dall'attività nel 1951.

## Palmarès

### Competizioni nazionali
- Coppa di Spagna: 1

Athletic Bilbao: 1950